# Nelma Kodama
Nelma Mitsue Penasso Kodama (Taubaté, 12 de outubro de 1966) conhecida como "Dama do Mercado" é uma empresária e doleira brasileira. Descendente de italianos e japoneses, ficou conhecida ao tentar embarcar com 200 mil euros no aeroporto de Guarulhos, sendo presa em flagrante pela Polícia Federal.
Nelma foi denunciada, presa em 2014 e condenada em 2015 no esquema de corrupção da Petrobras, investigado pela força-tarefa do Ministério Público Federal (MPF), na Operação Lava Jato pelos crimes de evasão de divisas, corrupção ativa e organização criminosa.
Em 20 de junho de 2016 foi solta, passando para prisão domiciliar após firmar acordo de delação premiada com o MPF.
Em 2017 foi beneficiada pelo indulto natalino do presidente Michel Temer e teve a pena extinta, e em agosto de 2019 foi concedido pela justiça a remoção da tornozeleira eletrônica. Voltou a ser presa em abril de 2022 suspeita de tráfico internacional de drogas, e em abril de 2023 teve o acordo de delação revogado em razão do descumprimento dos termos de não voltar a cometer atividades criminosas.

## CPIs

### dos Bingos
Sua atuação como doleira foi revelada em 2006, na CPI dos Bingos, pelo doleiro Antonio Claramunt, o Toninho Barcelona, que a apontou como responsável por operações em dólar para o PT na época em que Celso Daniel, assassinado em 2002, era prefeito de Santo André.

### da Petrobras
Na CPI da Petrobras, Nelma causou polêmica ao cantar trecho de uma música do Roberto Carlos ao explicar sua relação amorosa com Alberto Youssef, perguntado por um dos parlamentares. Cantou Nelma: "Amada amante, amada amante".
Depois da explicação cantada, foi interrompida pelo deputado Hugo Motta (PMDB-PB). "Senhora Nelma, como presidente dessa CPI, nós não estamos aqui em um teatro".

## Investigações
Em março de 2015, foi realizada conexão de  Kodama com o ex-juiz João Carlos da Rocha Mattos e sua ex-esposa com Nelma Kodama, o que levou a busca e apreensão na casa do filho do ex-juiz, Célio da Rocha Mattos, por suspeita de envolvimento com a quadrilha de Kodama. Célio seria o operador internacional da quadrilha, em Hong Kong. Durante a maior parte das investigações contra a Kodama, somente um integrante da quadrilha conseguia manter oculta a sua identidade: o responsável por parte das transações financeiras, um expert em informática que não deixava rastros e usava o falso nome de Fernando Souza. Célio só foi descoberto depois de outro integrante da quadrilha, Luccas Pace Júnior, fazer um acordo de colaboração com a Justiça.
De acordo com um ex-gerente do Banco do Brasil, a doleira Nelma e o outro doleiro, Raul Srour, do mesmo grupo criminoso depositavam diariamente grandes volumes de dinheiro.

## Prisões

### Lava Jato
Foi presa em março de 2014 no Aeroporto Internacional de Guarulhos. De acordo com o MPF, a doleira tentou fugir para Itália com 200 mil euros escondidos na calcinha ao saber que estaria sendo investigada pela Polícia Federal. Em agosto de 2019, a Justiça Federal autorizou que retirasse a tornozeleira eletrônica e fosse solta. A autorização se deu com base no indulto natalino editado pelo ex-presidente Michel Temer em dezembro de 2017.

### Tráfico de drogas
Foi presa em 19 de abril de 2022 suspeita de fazer parte de uma organização criminosa de tráfico internacional de drogas.

## Condenação na Lava Jato
Em agosto de 2015, no âmbito da investigação da Operação Lava Jato, foi condenada a 18 anos de prisão por evasão de divisas, operação de instituição financeira regular, corrupção ativa e pertinência a organização criminosa.

## Colaboração premiada
Em junho de 2016 fechou acordo de delação premiada. O conteúdo da delação serviu para os procuradores investigarem transações irregulares cometidas por corretoras de seguro, bancos e financeiras.

### Revogação da colaboração premiada
No dia 27 de abril de 2023, em razão da acusação no processo por tráfico de drogas, o magistrado da 13º Vara de Curitiba determinou a revogação da liberdade e a retomada do processo criminal no qual a doleira foi condenada a 18 anos de prisão. "As cláusulas do referido acordo de colaboração premiada são bastante claras no tocante à obrigação da acusada de se abster de novas práticas criminosas. Não se trata, pois, de acusação relacionada a uma simples infração de trânsito, mas sim de tráfico internacional de entorpecentes através de, ao que tudo indica, uma vasta rede que compunha perigosa organização criminosa, baseada na Bahia", afirmou o magistrado.